# 70A
70A — другий студійний альбом польського блюз-рокового гурту Breakout виданий 1970 року.

## Перелік пісень
1. Skąd taki duży deszcz?
2. Przemijanie
3. Dziwny weekend
4. Taką drogę
5. Zapraszamy na Korridę
6. Piękno
7. Nie znasz jeszcze życia
8. Przestroga

## Склад гурту
- Тадеуш Налепа — гітара, вокал, гармоніка
- Міра Кубашіньська — вокал
- Юзеф Скржек — бас-гітара
- Юзеф Гайдаш — ударні, перкусія